# Андерсон, Дон
Дон Л. Андерсон (Don Lynn Anderson; 5 марта 1933, Фредерик, Мэриленд — 2 декабря 2014, Камбрия, Калифорния) — американский геофизик. Доктор философии (1962), эмерит-профессор Калифорнийского технологического института, член НАН США (1982) и Американского философского общества (1990).
Родился в семье школьного учителя и электрика.
Окончил с отличием Рочестерский политехнический институт (бакалавр геологии и геофизики, 1955). Проработал год в Chevron Oil. Степени магистра (1959) и доктора философии по геофизике и математике (под началом Франка Пресса) получил в Калифорнийском технологическом институте. С 1963 г. преподаватель там же, ассистент-профессор, с 1964 г. ассоциированный, с 1968 г. профессор. В 1967-89 гг. руководил сейсмологической лабораторией Калифорнийского технологического института. С 1989 г. в последнем именной профессор (Eleanor and John R. McMillan Professor) геофизики; в 2002 году вышел в отставку. Член Американской академии искусств и наук (1972). В 1988—1990 гг. президент Американского геофизического союза. Автор учебника Theory of the Earth (обновленная версия вышла в 2007). Автор более 350 работ (с 1958 по 2014 год). Остались жена, сын и дочь, четыре внучки.

### Награды
- James B. Macelwane Medal[англ.] (1966)
- Emil-Wiechert-Medaille (1986)
- Медаль Артура Л. Дэя (1987)
- Золотая медаль Королевского астрономического общества (1988)
- William Bowie Medal[англ.] (1991)
- Премия Крафорда (1998)
- Национальная научная медаль США (1998)